# Primera División (Chile) 1949
Die Primera División 1949, auch unter dem Namen 1949 Campeonato Nacional de Fútbol Profesional bekannt, war die 17. Saison der Primera División, der höchsten Spielklasse im Fußball in Chile.
Die Meisterschaft gewann das Team von Universidad Católica. Es war der erste Meisterschaftstitel für den Klub.

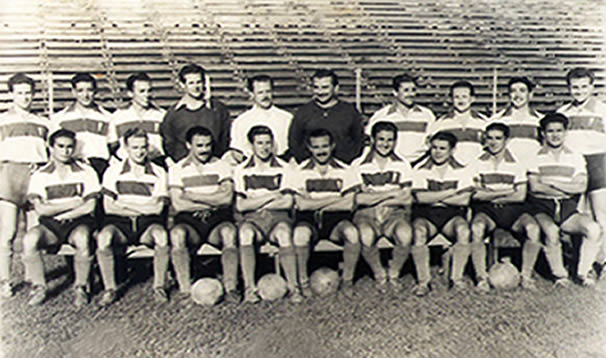
Das Meisterteam von Universidad Católica 1949

## Modus
Die zwölf Teams spielen jeder gegen jeden mit Hin- und Rückspiel. Sieger ist die Mannschaft mit den meisten Punkten. Bei Punktgleichheit entscheidet das Torverhältnis. Sind die beiden besten Teams punktgleich, so gibt es ein Entscheidungsspiel.

## Teilnehmer
Teilnehmer waren die zwölf Teams der Vorsaison, die auf den ersten zwölf Plätzen lagen. Neun Teams kommen aus der Hauptstadt Santiago, dazu spielen die Santiago Wanderers aus Valparaíso, Everton aus Viña del Mar und Deportes Iberia aus Conchalí in der Liga.

## Tabelle
| Pl.                       | Verein               | Sp. | S  | U | N  | Tore    | Diff. | Punkte |
| ------------------------- | -------------------- | --- | -- | - | -- | ------- | ----- | ------ |
| 1.                        | Universidad Católica | 22  | 16 | 2 | 4  | 043:250 | +18   | 34     |
| 2.                        | Santiago Wanderers   | 22  | 13 | 4 | 5  | 048:230 | +25   | 30     |
| 3.                        | Audax Italiano       | 22  | 11 | 5 | 6  | 045:330 | +12   | 27     |
| 4.                        | Santiago Morning     | 22  | 8  | 8 | 6  | 039:360 | +3    | 24     |
| 5.                        | Unión Española       | 22  | 9  | 5 | 8  | 049:430 | +6    | 23     |
| 6.                        | Universidad de Chile | 22  | 9  | 5 | 8  | 052:510 | +1    | 23     |
| 7.                        | Everton              | 22  | 10 | 3 | 9  | 040:430 | −3    | 23     |
| 8.                        | CD Magallanes        | 22  | 7  | 8 | 7  | 039:410 | −2    | 22     |
| 9.                        | CSD Colo-Colo (M)    | 22  | 6  | 7 | 9  | 046:380 | +8    | 19     |
| 10.                       | CD Green Cross       | 22  | 8  | 3 | 11 | 052:530 | −1    | 19     |
| 11.                       | Deportes Iberia      | 22  | 3  | 7 | 12 | 030:530 | −23   | 13     |
| 12.                       | Badminton FC         | 22  | 1  | 5 | 16 | 027:710 | −44   | 07     |
| Quelle: , Stand: Endstand |                      |     |    |   |    |         |       |        |

## Beste Torschützen
| Rang | Spieler     | Klub           | Tore |
| ---- | ----------- | -------------- | ---- |
| 1    | Mario Lorca | Unión Española | 20   |